# Sitio de Melilla (1774-1775)
El sitio de Melilla fue un bloqueo armado llevado a cabo desde el 9 de diciembre de 1774 al 19 de marzo de 1775 por el ejército del Sultanato de Marruecos, comandado por el sultán Mohammed ben Abdalah y respaldado por los británicos y mercenarios argelinos, contra la fortaleza española de Melilla, defendida por una pequeña guarnición bajo el mando del gobernador Juan Sherlock. Los españoles salieron victoriosos.

## El asedio
El sultán marroquí Mohammed III y los argelinos decidieron la conquista de las plazas españolas del norte de África. En 1773 sultán envió al comandante de artillería Sidi Tahar Fenis como embajador a Gran Bretaña para adquirir material bélico.
El 19 de septiembre de 1774 envió una carta a Carlos III con este asunto, diciendo que la paz entre ellos podría ser solamente por mar. Por esto, Carlos III declaró la guerra al sultanato el 23 de octubre de 1774.
En aquel tiempo el gobernador de Melilla era José Carrión de Andrade. En la ciudad había una escasa guarnición, que consistía en el Regimiento Fijo de Melilla, con las compañías mandadas por los capitanes Antonio Manso y Vicente de Alva, y destacamentos para el manejo de las antiguas piezas de artillería de hierro.
Entre septiembre y octubre de 1774 estuvo en Melilla una comisión formada por el mariscal de campo Luis Urbina Caneja, el ingeniero Luis Caballero (que luego estuvo durante el sitio) y el comandante ingeniero Luis Ailmen, para realizar un informe sobre mejoras defensivas de la plaza.
Carlos III ordenó reforzar la defensa de Ceuta y de Orán, por un posible ataque argelino. A finales de noviembre los españoles supieron que el sultán había planeado conquistar Melilla.
Para reforzar la defensa, Carlos III mandó a Melilla al mariscal Juan Sherlock como comandante general y reforzó la guarnición. La ciudad fue sitiada el 9 de diciembre por un ejército de entre 30 000 y 40 000 musulmanes. Iban con artillería británica y artilleros de aquel país para su manejo.
Juan Sherlock envió al marino Juan Trinquini en jabeque a Málaga para solicitar refuerzos de Andalucía. El 11 de diciembre llegó a Melilla un barco francés con los refuerzos de la península. Este barco partió de la ciudad el 16 de diciembre con parte de la población civil.
Para la defensa, se instalaron 117 nuevos cañones y morteros. Tomás de Encuentra, artillero mayor de Carlos III, se hizo cargo del mantenimiento de la artillería.
Además del Regimiento Fijo de Melilla, participaron en la defensa los regimientos Zamora, Voluntarios de Cataluña, Princesa, Nápoles, Brabante y Bruselas, con la plana mayor. También estuvieron los reales cuerpos de Ingeniería y Artillería. Esto hizo un total de 3251 militares.
Dos escuadras españolas, comandadas por Antonio Barceló y José Hidalgo de Cisneros, bloquearon el estrecho de Gibraltar para impedir que Gran Bretaña abasteciera de armamento y munición a las tropas musulmanas.
Una pequeña guarnición bajo el mando de Florencio Moreno resistió de igual manera al ejército del sultán en el Peñón de Vélez de la Gomera.
Entre los defensores estuvo el capitán Francisco de Miranda, nacido en Venezuela. Posteriormente, alcanzó el grado de teniente coronel. Fue a Francia, donde pasó a ser mariscal de campo. Tras esto, regresó a Venezuela, donde tomó parte en la independencia hispanoamericana.
En 1775, un convoy británico en ruta hacia Melilla fue interceptado y capturado por la Armada Española, y las velas españolas aparecieron en las cercanías de la ciudad sitiada; al mismo tiempo, los turcos empezaron a presionar las fronteras orientales de Marruecos. Durante el sitio, los argelinos desertaron.
Las tropas españolas resistieron el ataque durante un periodo de 100 días, durante los cuales cayeron unos 12 000 proyectiles sobre la ciudad.
Durante el asedio, la población se refugió en las Cuevas del Conventico y en las Cuevas de la Florentina. También se llevó a las Cuevas del Conventico a la Virgen de la Victoria.
El sitio finalizó el 19 de marzo, Día de San José, de 1775. Hubo una reunión de Juan Sherlock con el diplomático Hamed El Gazel, donde le dijo que el sultán deseaba mantener relaciones de amistad y reanudar el comercio en condiciones más ventajosas que en el anterior tratado.
En 1780 se firmó el Convenio de Amistad y Comercio en Aranjuez, por el embajador Muhammad Utman y el conde de Floridablanca.